# 软口高原鳅
软口高原鳅（学名：Triplophysa chondrostoma），也称鏟頜高原鰍，为条鳅科高原鳅属的鱼类，是中国的特有物种。分布于中國青海省柴達木盆地Nomhou 與 Xiangride河流域（柴达木河水系等），多栖息于河流缓流处。该物种的模式产地在柴达木河。體長可達7.7公分，棲息在溪流底層水域，生活習性不明。

## 扩展阅读
維基物種上的相關：软口高原鳅